# Amerikaanse zeebaars
De Amerikaanse zeebaars (Morone americana) is een straalvinnige vis uit de familie van Moronen (Moronidae), orde van baarsachtigen (Perciformes). De vis kan maximaal 49 centimeter lang en 2200 gram zwaar worden. De hoogst geregistreerde leeftijd is 7 jaar. Morone americana is voor de visserij van beperkt commercieel belang. In de hengelsport is de vis weinig populair.

## Natuurlijke leefomgeving
Morone americana komt zowel in zoet, brak als zout water voor. De soort komt voor in gematigde wateren in Noord-Amerika op een diepte tot 10 meter.

## Invasieve uitheemse soort
Sinds augustus 2022 staat deze soort op de lijst van invasieve exoten die zorgwekkend zijn voor de Europese Unie . Dit betekent dat de soort niet langer in de Europese Unie mag worden ingevoerd, vervoerd, gecommercialiseerd, gekweekt, gebruikt, uitgewisseld of vrijgelaten in de natuur.